# 回鍋肉
回鍋肉（ホイコーロー、 繁体字: 回鍋肉、簡体字: 回锅肉、拼音: Huíguōròu）は、四川料理の1つ。
回鍋とは、鍋を回す（あおり炒めや鍋返しをする）ことではなく、一度調理した食材を再び鍋に戻して調理することである。

## 中国の回鍋肉
中国本場における四川料理の回鍋肉は、皮付きの豚肉の塊を茹でるか蒸した薄切りを使用し、野菜には蒜苗（ソンミョウ。葉ニンニク）を使う。味付けもトウガラシや豆板醤を多用した辛味の強いものである。

## 日本の回鍋肉

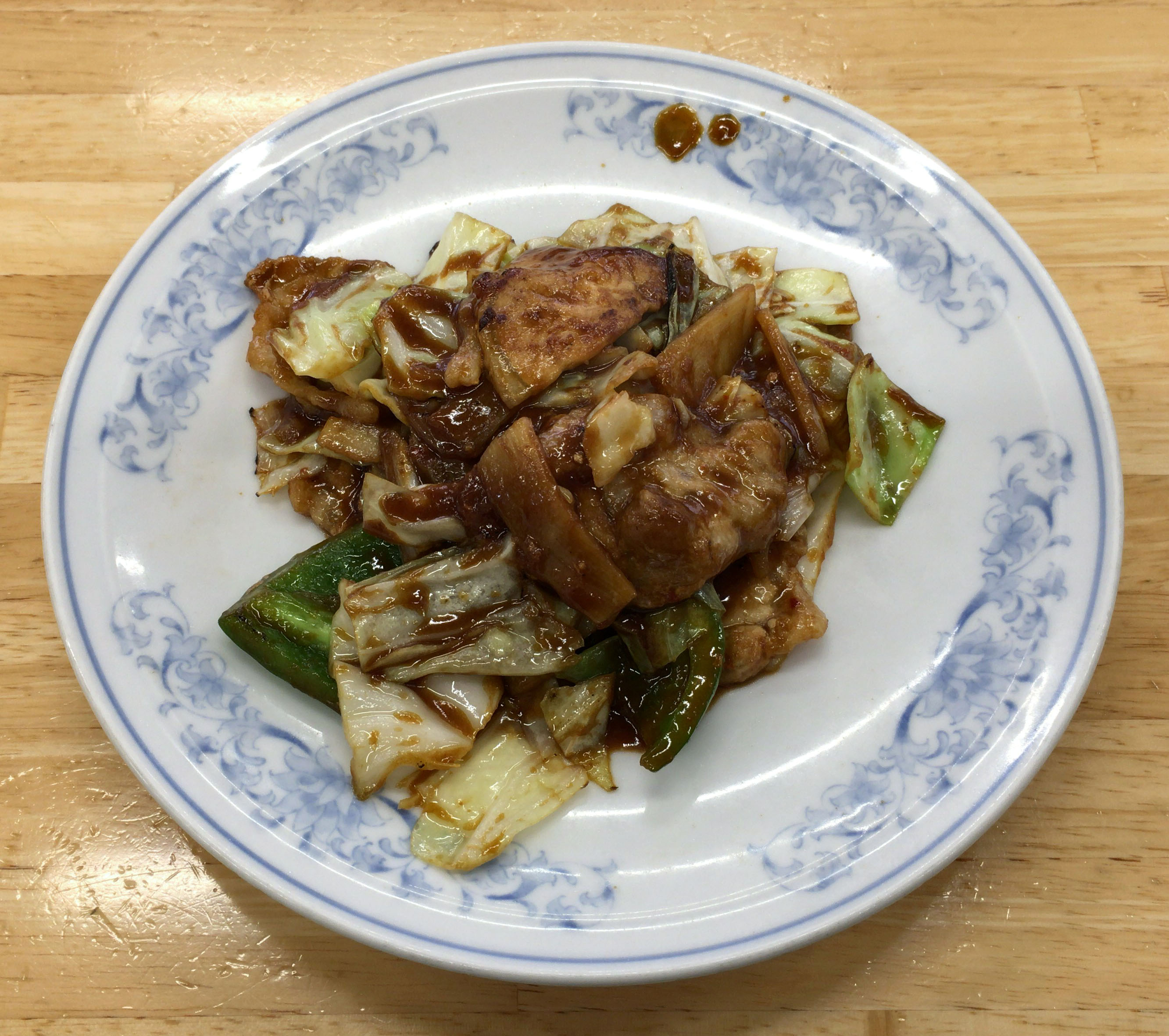
日本の回鍋肉

四川省出身の中華料理人、陳建民が回鍋肉を日本へ広めた際に蒜苗がキャベツに取って代わられ、それが日本の一般的なものとなった。本場のものに比べ、甜麺醤を多めに使った甘辛い味なのも特徴である。また、手間を省くために最初から薄切り豚肉を使うレシピも考案された。市販の合わせ調味料を使って家庭料理として作る際には、そちらが著名なものとなっている。